# Michael Konkel

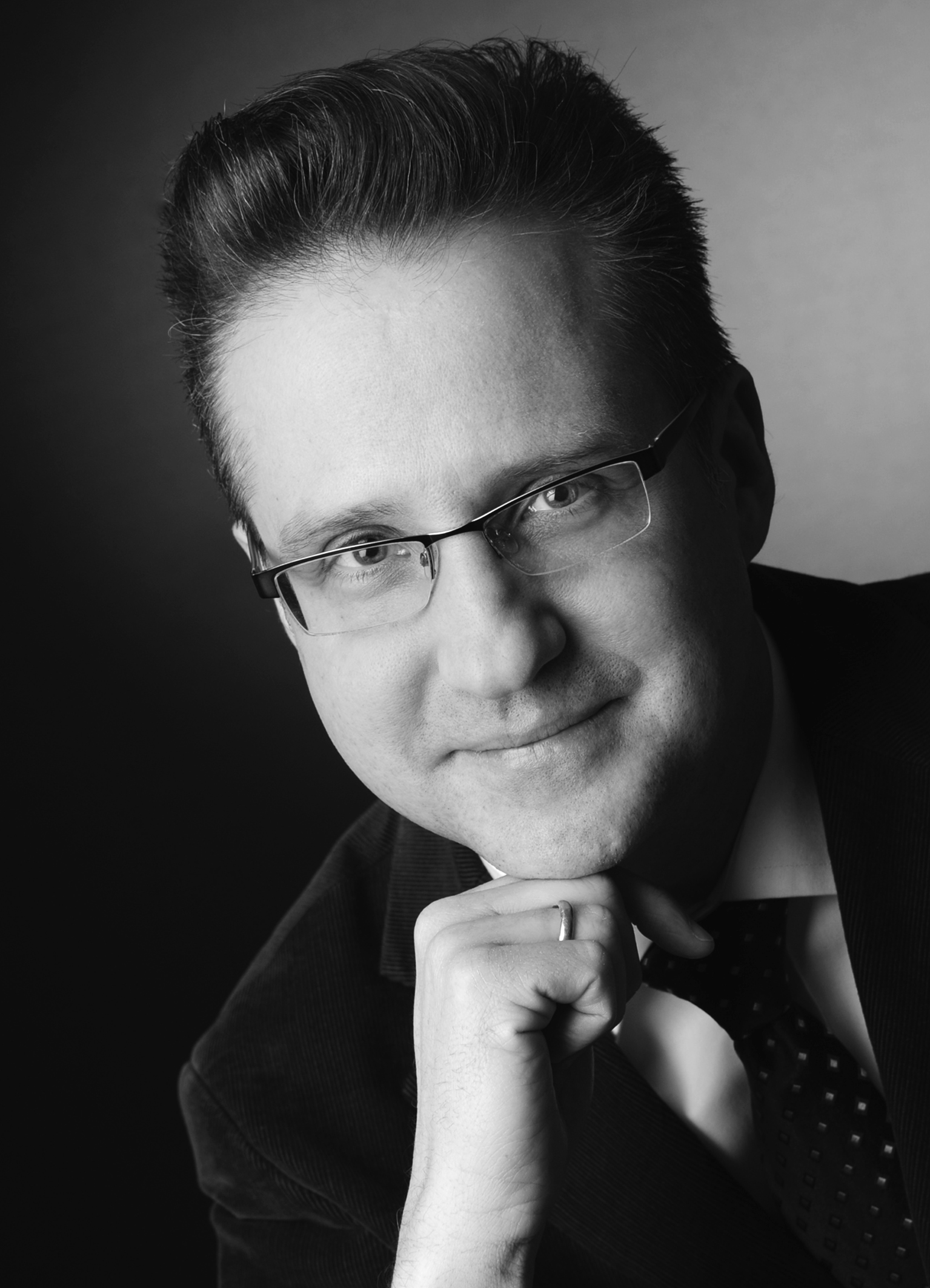
Michael Konkel (2013)

Michael Dominik Konkel (* 1969 in Düsseldorf) ist ein deutscher römisch-katholischer Theologe und Exeget des Alten Testaments.

## Studium und wissenschaftlicher Werdegang
Konkel schloss 1994 ein Studium der Theologie, Philosophie und der Germanistik an der Universität Bonn ab. Im Jahr 2000 promovierte ihn die dortige Katholisch-Theologische Fakultät zum Dr. theol. Der Titel seiner Dissertation, die von Frank-Lothar Hossfeld betreut wurde, lautet „Architektonik des Heiligen. Studien zur zweiten Tempelvision Ezechiels (Ez 40–48)“. 2006 folgte die Habilitation im Rahmen des DFG-Projekts „Die nichtpriesterliche Sinaiperikope (Ex 19-24; 32-34) als Testfall der Pentateuchkritik“, das Konkel von 2004 bis 2006 leitete. 2008 übernahm Konkel den Lehrstuhl für Altes Testament an der Theologischen Fakultät Paderborn.
Am Studienhaus St. Lambert unterrichtet Konkel darüber hinaus seit 2006 das Fach „Einleitung in das Alte Testament“.

## Forschung
Ein Schwerpunkt der Forschung Konkels liegt auf dem biblischen Ezechiel-Buch, für das Konkel derzeit einen Kommentar erarbeitet. Besonderes Interesse erfahren dabei die Darstellung des Jerusalemer Tempels in diesem Buch sowie die mit diesem Thema verbundenen theologischen Konzepte wie „Reinheit“ oder „Heiligkeit“. Eine weitere Säule der Forschung von Michael Konkel ist die Pentateuchkritik, das heißt die Untersuchung der Entstehung, Entwicklung und Bedeutung der Tora.

## Werke (Auswahl)
- Architektonik des Heiligen. Studien zur zweiten Tempelvision Ezechiels (Ez 40–48) (= Bonner Biblische Beiträge. 129). Berlin 2001, ISBN 978-3-86572-237-9.
- Sünde und Vergebung. Eine Rekonstruktion der Redaktionsgeschichte der hinteren Sinaiperikope (Ex 32–34) vor dem Hintergrund aktueller Pentateuchmodelle (= Forschungen zum Alten Testament. 1. Reihe, 58). Tübingen 2008, ISBN 978-3-16-149425-3.
- Michael Konkel: The System of Holiness in Ezekiel’s Vision of the New Temple. In: Christian Frevel, Christophe Nihan (Hrsg.): Purity and the Forming of Religious Traditions in the Ancient Mediterranean World and Ancient Judaism (= Dynamics in the History of Religion). 1. Auflage. Band 3. Brill, Leiden 2013, ISBN 978-90-04-23210-5, S. 429–455 (englisch).